# Начальник штаба обороны (Руанда)
Начальник штаба обороны является главой вооруженных сил Руанды и назначается президентом.

## Роль
Начальник штаба обороны отвечает за оперативный контроль и управление Вооружёнными силами Руанды. Имеет постоянное место в Совете национальной безопасности и в Совете вооружённых сил. Чтобы назначить или уволить начальника штаба обороны, президент должен сначала проконсультироваться с Советом национальной безопасности.

## Список
| Портрет | Имя                               | Начало полномочий | Конец полномочий |
| ------- | --------------------------------- | ----------------- | ---------------- |
|         | Генерал-майор Сэм Каньемера       |                   | 1998             |
|         | Генерал-лейтенант Каюмба Ньямваса | 1998              | октябрь 2002     |
|         | Джеймс Кабаребе                   | октябрь 2002      | 10 апреля 2010   |
|         | Чарльз Кайонга                    | 10 апреля 2010    | 22 июня 2013     |
|         | Патрик Ньямвумба                  | 22 июня 2013      | 4 ноября 2019    |
|         | Жан-Боско Казура                  | 4 ноября 2019     | 5 июня 2023      |
|         | Генерал-лейтенант Мубарах Муганга | 5 июня 2023       | н. в.            |